# Imbrasia afzelii
Imbrasia afzelii är en fjärilsart som beskrevs av J.Thomson 1858. Imbrasia afzelii ingår i släktet Imbrasia och familjen påfågelsspinnare. Inga underarter finns listade i Catalogue of Life.